# Újhorod
Újhorod (ciríl·lic Ужгород, pronunciació AFI en ucraïnès ˈuʒɦoˌrɔd; en hongarès Ungvár, en eslovac  Užhorod) és una ciutat situada a l'oest d'Ucraïna, a la frontera amb Eslovàquia i prop de la frontera amb Hongria. És el centre administratiu de la regió de Transcarpàcia), així com el centre administratiu dels voltants del districte d'Újhorod en l'óblast. La ciutat en si es designa també com el seu propi raion separat dins de l'óblast.

## Geografia
Újhorod està situada a l'oest d'Ucraïna, a la regió històrica de Rutènia subcarpàtica, prop de la frontera amb Eslovàquia 620 km sud-oest de Kíev. Újhorod rep el nom del riu Uj, que la rega i gorod (eslau: gorod, grod, grad; eslovac : hrad) que significa vila.

## Història
Újhorod i Transcarpàcia estigueren en els últims segles sotmeses a diversos estats i els seus habitants exposats a moltes fronteres canviants. Les investigacions arqueològiques han demostrat que el castell d'Újhorod, construït a la fi dels segles VIII al IX, va esdevenir després una important fortalesa de la Gran Moràvia. Les cròniques testimonien per primer cop l'existència del castell l'any 903 (una altra data més controvertida és l'any 872). Del segle X al segle xi, Újhorod va ser el lloc d'avançada al sud-oest de la Rus de Kíev.
A mitjans del segle xi, Újhorod va ser conquistada per Hongria. La conquesta de la resta de la Transcarpàcia va concloure a tot tardar al segle. Fins a 1918 - 1919, la ciutat pertany al regne d'Hongria i, per tant, a partir de 1526 a la monarquia austríaca, i a partir de 1867 a Àustria-Hongria. La ciutat, que es diu Ungvár en hongarès, fou llavors capital del comtat d'Ung.
En virtut del Tractat de Trianon, la ciutat s'inclou en la Txecoslovàquia de nova creació. En 1938 - 1939, Újhorod fou la capital de la regió autònoma de la Rutènia subcarpàtica. Però el 2 de novembre del 1938, la primera sentència arbitral del Viena atribuí a Hongria una franja de territori poblada per hongaresos, al llarg de la frontera, incloent la ciutat d'Užhorod.
Al final de la Segona Guerra Mundial el 27 d'octubre del 1944, la ciutat va caure en mans de l'Exèrcit Roig en l'operació Carpats Orientals. El juny del 1945, la vila fou cedida per Txecoslovàquia a la Unió Soviètica i va esdevenir el centre administratiu de la nova óblast de Transcarpàcia de la República Socialista Soviètica d'Ucraïna. Des de l'agost del 1991, Újhorod forma part de la Ucraïna independent.

## Població
Censos o estimacions de població:
| 1866  | 1891  | 1900  | 1910  | 1926  | 1933  | 1959  | 1970  | 1979  | 1989   | 2001   | 2010   | 2011   | 2012   | 2013   |
| ----- | ----- | ----- | ----- | ----- | ----- | ----- | ----- | ----- | ------ | ------ | ------ | ------ | ------ | ------ |
| 11000 | 11800 | 14700 | 17000 | 20600 | 16700 | 47396 | 64578 | 93995 | 117061 | 117317 | 116456 | 116423 | 114996 | 114789 |

La taxa de natalitat va ser de 12,3 per mil (1 412 nascuts vius) el 2012, enfront del 12 per mil (1 385 nascuts vius) el 2011. La taxa de mortalitat va ser de 10,4 per mil (1.199 morts) el 2012, enfront del 10,3 per mil (1.187 morts) el 2011. L'equilibri natural va ser per tant positiu i va ascendir a 1,7 per mil el 2011 1,9 per mil el 2012.

### Estructura per edat
0-14 anys: 16,3%  (home 9,623/dona 9,141)
15-64 anys: 73,0%  (home 39,160/dona 44,535)
65 anys i més  10,7%  (home 4,458/dona 7,872) (2013 oficial)

## Transports
Úzhorod es troba a 898 quilòmetres de Kíev en tren i a 788 quilòmetres per carretera.

## Galeria

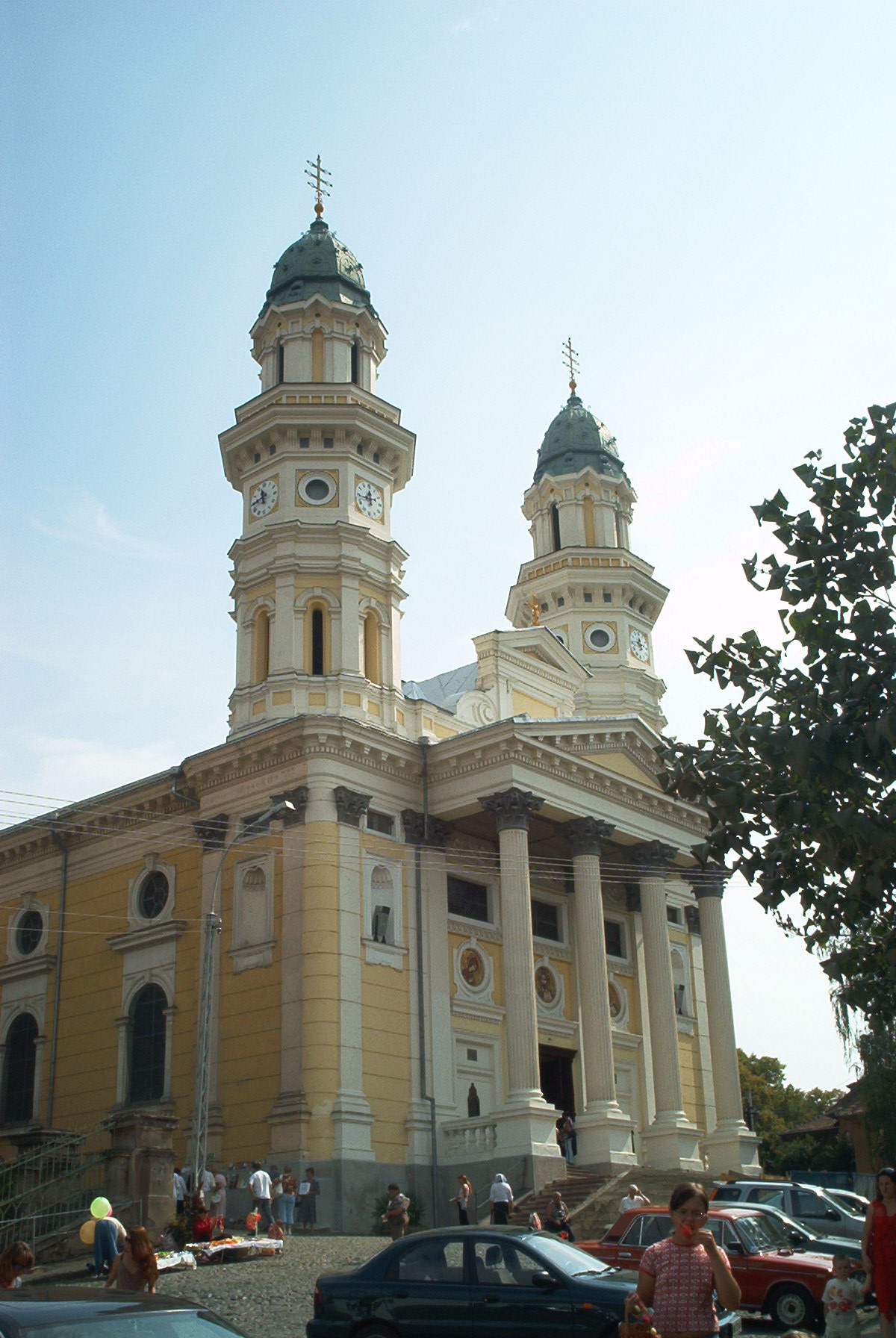
Újhorod: la catedral greco-catòlica
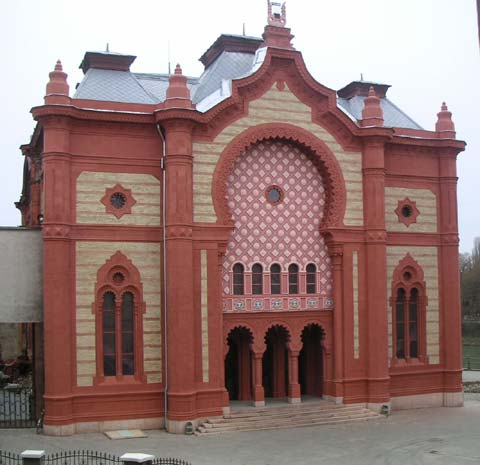
L'antiga sinagoga acull avui l'orquestra simfònica
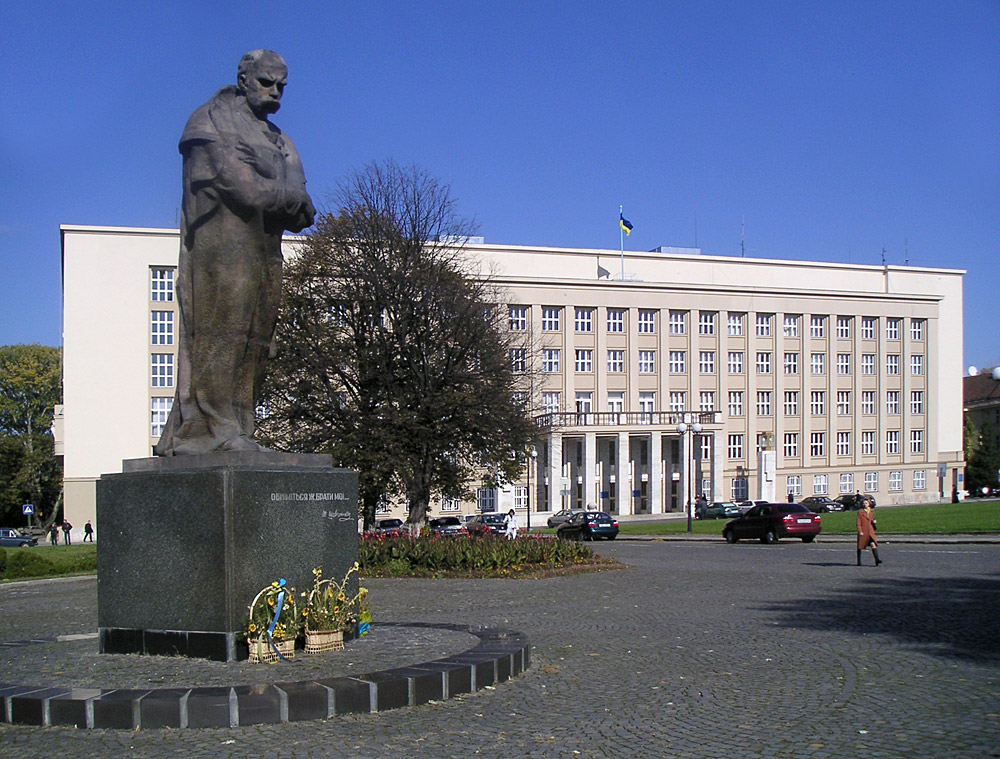
Administració de l'óblast i estàtua de Taràs Xevtxenko

## Personalitats
- Jenő Janovics (1872-1945), cineasta hongarès
- Juraj Demeč (1945–), atleta txec
- Lisa Fittko (1909-2005), resistent, escriptor, militant socialista
- Vladimir Koman (1989–), futbolista hongarès
- Salomon Lipschütz (1863-1905), jugador d'escacs estatunidenc
- József Szabó (1940–), futbolista soviètic

## Llocs d'interès
- Castell Beregvár